# Битва при Фирее
Битва при Фирее — сражение во время войны между Спартой и Аргосом, в котором приняли участие по 300 лучших воинов с каждой стороны.
Сражение состоялось приблизительно в 546 году до н. э. в Кинурии (Фиретиаде), возле города Фирея, к которому прибыли армии Спарты и Аргоса. Предводители армий заключили договор, согласно которому сражаться будут не все армии целиком, а по 300 лучших бойцов с каждой стороны. Битва должна была длиться до полного уничтожения противника, раненых с поля боя ни той, ни другой стороне выносить не разрешалось.
Битва длилась целый день, и к вечеру в живых осталось только трое: один спартанец по имени Офриад и двое аргосских воинов. Последние покинули место сражения, будучи уверены, что никого из противников не осталось в живых. Однако раненый Офриад сумел добраться до лагеря спартанцев и вернуться обратно на поле боя, одержав тем самым «техническую победу». После чего спартанец покончил с собой, чтобы не считаться убитым в сражении и дать спартанцам повод претендовать на победу. Что они и сделали, заявив, что их воин убил себя от стыда за то, что дал двум последним противникам уйти живыми с поля боя.
Однако аргивяне победы спартанцев не признали, и на следующий день состоялось сражение армий Спарты и Аргоса в полном составе. Победу в нём одержали спартанцы, получив тем самым контроль над Кинурией.
Много лет спустя, в 420 году до н. э., во время перемирия в Пелопоннесской войне, Аргос предложил Спарте повторить битву. Спартанцы отказались.